# 孫秀賢
孫秀賢（韓語：손수현，1988年2月29日—），韓國女演員。

## 演藝經歷
首部拍攝的劇集為與安宰賢、池珍熙、具惠善合演的KBS月火劇《Blood》，在劇中飾演新進實習醫生閔佳妍一角。2016年，在SBS獨幕劇《Puck》中擔正第一女主角，與李光洙合作演出。

## 演出作品

### 電視劇
| 年份 | 電視台 | 劇名                    | 角色   | 備註       |
| ---- | ------ | ----------------------- | ------ | ---------- |
| 2015 | KBS    | 《Blood》               | 閔佳妍 | 第二女主角 |
| 2015 | OCN    | 《失蹤的黑色M》         | 潘孝靜 | 特別出演   |
| 2016 | SBS    | 《Puck》                | 南成實 | 第一女主角 |
| 2017 | JTBC   | 《韓汝凜的回憶》        | 崔素兒 | 女配角     |
| 2017 | TVN    | 《没礼貌的英爱小姐16 》 | 秀贤   | 奎翰助理   |

### 電影
| 首播   | 戲名             | 角色   | 備註       |
| 2014年 | 《新村僵屍漫畫》 |        | 第二女主角 |
| 2015年 | 《奸臣》         |        | 客串       |
| 2015年 | 《辦公室》       | 申多迷 | 女配角     |
| 2017年 | 《歸來》         |        | 第一女主角 |

## 外部連結
- 孫秀賢的Instagram帳戶
- （页面存档备份，存于）